# ژوزه دوترا
ژوزه دوترا (پرتغالی: José Dutra؛ زادهٔ ۲۶ ژانویهٔ ۱۹۴۸) بازیکن و مربی فوتبال اهل برزیل بود.
از باشگاه‌هایی که در آن بازی کرده است می‌توان به باشگاه ورزشی واسکو دوگاما و باشگاه ورزشی ویتوریا اشاره کرد.